# Czech Skate de 2018
Czech Skate de 2018 foi o quinto evento do Grand Prix Júnior de 2018–19 e a décima primeira vez que o República Tcheca sediou o Grand Prix ISU Júnior. A competição foi disputada entre os dias 26 de setembro e 29 de setembro, na cidade de Ostrava, República Tcheca. Os patinadores ganham pontos para se qualificar para a final do Grand Prix Júnior de 2018–19.

## Eventos
- Individual masculino
- Individual feminino
- Duplas
- Dança no gelo

## Medalhistas
| Evento                        | Ouro                                               | Prata                                        | Bronze                                 |
| Individual masculino detalhes | Andrei Mozalev · Rússia                            | Camden Pulkinen · Estados Unidos             | Joseph Phan · Canadá                   |
| Individual feminino detalhes  | Alena Kostornaia · Rússia                          | Kim Ye-lim · Coreia do Sul                   | Viktoria Vasilieva · Rússia            |
| Duplas detalhes               | Kseniia Akhanteva · Valerii Kolesov · Rússia       | Polina Kostiukovich · Dmitrii Ialin · Rússia | Sarah Feng · TJ Nyman · Estados Unidos |
| Dança no gelo detalhes        | Elizaveta Khudaiberdieva · Nikita Nazarov · Rússia | Maria Kazakova · Georgy Reviya · Geórgia     | Diana Davis · Gleb Smolkin · Rússia    |

## Resultados

### Individual masculino
| Pos.              | Nome                 | Nacionalidade    | Pontos | PC         | PL          |
| ----------------- | -------------------- | ---------------- | ------ | ---------- | ----------- |
| Medalha de ouro   | Andrei Mozalev       | Rússia           | 217.12 | 78.83 (2)  | 138.29 (1)  |
| Medalha de prata  | Camden Pulkinen      | Estados Unidos   | 212.45 | 81.01 (1)  | 131.44 (5)  |
| Medalha de bronze | Joseph Phan          | Canadá           | 207.80 | 73.74 (3)  | 134.06 (2)  |
| 4                 | Kirill Iakovlev      | Rússia           | 205.92 | 72.23 (4)  | 133.69 (4)  |
| 5                 | Mitsuki Sumoto       | Japão            | 201.55 | 67.85 (5)  | 133.70 (3)  |
| 6                 | Aleksa Rakic         | Canadá           | 185.08 | 66.01 (6)  | 119.07 (7)  |
| 7                 | Irakli Maysuradze    | Geórgia          | 183.46 | 60.88 (8)  | 122.58 (6)  |
| 8                 | Radek Jakubka        | República Tcheca | 173.48 | 60.44 (9)  | 113.04 (9)  |
| 9                 | Andreas Nordebäck    | Suécia           | 173.44 | 63.04 (7)  | 110.40 (10) |
| 10                | Matyáš Bělohradský   | República Tcheca | 165.94 | 48.51 (14) | 117.43 (8)  |
| 11                | Mihhail Selevko      | Estônia          | 145.69 | 55.65 (10) | 90.04 (13)  |
| 12                | Jonathan Yang        | Estados Unidos   | 145.27 | 49.28 (12) | 95.99 (11)  |
| 13                | Noah Bodenstein      | Suíça            | 145.04 | 51.98 (11) | 93.06 (12)  |
| 14                | Aleix Gabara         | Espanha          | 129.64 | 43.93 (16) | 85.71 (14)  |
| 15                | Daniel Mrázek        | República Tcheca | 126.89 | 49.25 (13) | 77.64 (16)  |
| 16                | Jonathan Hess        | Alemanha         | 124.74 | 47.93 (15) | 76.81 (17)  |
| 17                | David Igor Birinberg | Israel           | 122.83 | 42.10 (17) | 80.73 (15)  |
| 18                | Evan Wrensch         | África do Sul    | 110.23 | 39.20 (18) | 71.03 (19)  |
| 19                | Michał Woźniak       | Polônia          | 105.38 | 36.94 (19) | 68.44 (21)  |
| 20                | Radoslav Marinov     | Bulgária         | 103.52 | 36.03 (21) | 67.49 (22)  |
| 21                | Mikalai Kazlou       | Bielorrússia     | 103.29 | 32.06 (23) | 71.23 (18)  |
| 22                | Kyrylo Lishenko      | Ucrânia          | 101.50 | 32.85 (22) | 68.65 (20)  |
| 23                | Lucas Strzelec       | Dinamarca        | 89.88  | 36.54 (20) | 53.34 (23)  |
| 24                | Elvis Caubet         | Andorra          | 71.41  | 21.69 (24) | 49.72 (24)  |

### Individual feminino
| Pos.              | Nome                      | Nacionalidade    | Pontos | PC         | PL         |
| ----------------- | ------------------------- | ---------------- | ------ | ---------- | ---------- |
| Medalha de ouro   | Alena Kostornaia          | Rússia           | 198.38 | 70.24 (1)  | 128.14 (1) |
| Medalha de prata  | Kim Ye-lim                | Coreia do Sul    | 196.34 | 69.45 (3)  | 126.89 (2) |
| Medalha de bronze | Viktoria Vasilieva        | Rússia           | 182.87 | 64.53 (5)  | 118.34 (3) |
| 4                 | Wi Seo-yeong              | Coreia do Sul    | 176.50 | 66.48 (4)  | 110.02 (6) |
| 5                 | Nana Araki                | Japão            | 176.14 | 60.93 (6)  | 115.21 (5) |
| 6                 | Shiika Yoshioka           | Japão            | 175.19 | 59.95 (7)  | 115.24 (4) |
| 7                 | Ting Cui                  | Estados Unidos   | 172.74 | 70.20 (2)  | 102.54 (7) |
| 8                 | Selma Ihr                 | Suécia           | 145.52 | 49.40 (10) | 96.12 (8)  |
| 9                 | Olga Mikutina             | Áustria          | 143.10 | 52.37 (8)  | 90.73 (13) |
| 10                | Alina Soupian             | Israel           | 142.43 | 51.32 (9)  | 91.11 (12) |
| 11                | Niina Petrokina           | Estônia          | 141.71 | 48.91 (12) | 92.80 (9)  |
| 12                | Chen Hongyi               | China            | 140.03 | 48.19 (13) | 91.84 (11) |
| 13                | Maia Sørensen             | Dinamarca        | 137.51 | 44.98 (16) | 92.53 (10) |
| 14                | Silvia Hugec              | Eslováquia       | 136.30 | 49.28 (11) | 87.02 (14) |
| 15                | Milania Väänänen          | Finlândia        | 133.54 | 47.31 (14) | 86.23 (15) |
| 16                | Caya Scheepens            | Países Baixos    | 126.52 | 44.20 (17) | 82.32 (16) |
| 17                | Regina Schermann          | Hungria          | 119.09 | 41.76 (19) | 77.33 (17) |
| 18                | Noemie Bodenstein         | Suíça            | 118.87 | 45.15 (15) | 73.72 (20) |
| 19                | Maryna Zhdanovych         | Ucrânia          | 118.66 | 41.43 (20) | 77.23 (18) |
| 20                | Klára Štěpánová           | República Tcheca | 110.81 | 34.36 (30) | 76.45 (19) |
| 21                | Michaela Lucie Hanzlíková | República Tcheca | 110.38 | 42.12 (18) | 68.26 (23) |
| 22                | Ivelina Baycheva          | Bulgária         | 110.26 | 41.15 (21) | 69.11 (21) |
| 23                | Anete Lāce                | Letônia          | 108.54 | 40.08 (22) | 68.46 (22) |
| 24                | Frida Turiddotter Berge   | Noruega          | 107.06 | 39.82 (24) | 67.24 (24) |
| 25                | Marion Papka              | África do Sul    | 100.68 | 36.25 (29) | 64.43 (25) |
| 26                | Aneta Janiczková          | República Tcheca | 100.20 | 36.64 (27) | 63.56 (26) |
| 27                | Selina Kaneda             | Lituânia         | 99.36  | 37.20 (26) | 62.16 (27) |
| 28                | Ann-Christin Marold       | Alemanha         | 98.51  | 39.97 (23) | 58.54 (30) |
| 29                | Magdalena Zawadzka        | Polônia          | 95.69  | 33.97 (32) | 61.72 (28) |
| 30                | Hiu Lok Chow              | Hong Kong        | 94.14  | 34.02 (31) | 60.12 (29) |
| 31                | Maryia Saldakayeva        | Bielorrússia     | 92.44  | 38.90 (25) | 53.54 (32) |
| 32                | Hana Kosić                | Croácia          | 89.14  | 33.07 (33) | 56.07 (31) |
| 33                | Morgane Crausaz           | Marrocos         | 78.25  | 28.21 (34) | 50.04 (33) |
| 34                | Angela Camp Torres        | Andorra          | 65.53  | 24.61 (35) | 40.92 (34) |
| 35                | Giorgia Isabella Sechi    | Chipre           | 49.94  | 18.55 (36) | 31.39 (35) |
| WD                | Kristen Spours            | Reino Unido      | —      | 36.41 (28) | — (WD)     |

### Duplas
| Pos.              | Nome                                      | Nacionalidade   | Pontos | PC         | PL         |
| ----------------- | ----------------------------------------- | --------------- | ------ | ---------- | ---------- |
| Medalha de ouro   | Kseniia Akhanteva / Valerii Kolesov       | Rússia          | 184.73 | 66.01 (2)  | 118.72 (1) |
| Medalha de prata  | Polina Kostiukovich / Dmitrii Ialin       | Rússia          | 180.88 | 66.30 (1)  | 114.58 (2) |
| Medalha de bronze | Sarah Feng / Tj Nyman                     | Estados Unidos  | 163.44 | 58.90 (4)  | 104.54 (3) |
| 4                 | Anastasia Poluianova / Dmitry Sopot       | Rússia          | 155.61 | 59.80 (3)  | 95.81 (4)  |
| 5                 | Cleo Hamon / Denys Strekalin              | França          | 141.77 | 49.60 (8)  | 92.17 (5)  |
| 6                 | Laiken Lockley / Keenan Prochnow          | Estados Unidos  | 140.63 | 54.93 (5)  | 85.70 (7)  |
| 7                 | Tang Feiyao / Yang Yongchao               | China           | 140.59 | 52.24 (6)  | 88.35 (6)  |
| 8                 | Sofiia Nesterova / Artem Darenskyi        | Ucrânia         | 131.72 | 49.58 (9)  | 82.14 (8)  |
| 9                 | Kate Finster / Balazs Nagy                | Estados Unidos  | 128.31 | 50.29 (7)  | 78.02 (9)  |
| 10                | Brooke Mcintosh / Brandon Toste           | Canadá          | 124.40 | 46.78 (10) | 77.62 (10) |
| 11                | Gabrielle Levesque / Pier-Alexandre Hudon | Canadá          | 116.73 | 39.71 (13) | 77.02 (11) |
| 12                | Talisa Thomalla / Robert Kunkel           | Alemanha        | 116.24 | 46.00 (11) | 70.24 (13) |
| 13                | Wang Yuchen / Huang Yihang                | China           | 110.81 | 35.95 (15) | 74.86 (12) |
| 14                | Mi Ro Hyang / Han Kum Chol                | Coreia do Norte | 103.82 | 42.35 (12) | 61.47 (16) |
| 15                | Sara Jane Dana / Livio Mayr               | Áustria         | 102.14 | 38.59 (14) | 63.55 (14) |
| 16                | Tereza Zendulková / Simon Fukas           | Eslováquia      | 96.93  | 34.23 (16) | 62.70 (15) |
| 17                | Darya Rabkova / Vladyslav Gresko          | Bielorrússia    | 92.83  | 31.40 (17) | 61.43 (17) |

### Dança no gelo
| Pos.              | Nome                                      | Nacionalidade    | Pontos | DR         | DL         |
| ----------------- | ----------------------------------------- | ---------------- | ------ | ---------- | ---------- |
| Medalha de ouro   | Elizaveta Khudaiberdieva / Nikita Nazarov | Rússia           | 161.00 | 65.29 (1)  | 95.71 (1)  |
| Medalha de prata  | Maria Kazakova / Georgy Reviya            | Geórgia          | 154.17 | 59.77 (2)  | 94.40 (2)  |
| Medalha de bronze | Diana Davis / Gleb Smolkin                | Rússia           | 148.62 | 56.55 (3)  | 92.07 (3)  |
| 4                 | Emmy Bronsard / Aissa Bouaraguia          | Canadá           | 140.67 | 56.04 (4)  | 84.63 (4)  |
| 5                 | Maria Golubtsova / Kirill Belobrov        | Ucrânia          | 138.50 | 54.70 (6)  | 83.80 (5)  |
| 6                 | Sophia Elder / Christopher Elder          | Estados Unidos   | 137.42 | 55.97 (5)  | 81.45 (6)  |
| 7                 | Olivia Mcisaac / Corey Circelli           | Canadá           | 134.19 | 52.86 (7)  | 81.33 (7)  |
| 8                 | Sara Campanini / Francesco Riva           | Itália           | 129.58 | 51.63 (8)  | 77.95 (8)  |
| 9                 | Sasha Fear / George Waddell               | Reino Unido      | 128.52 | 51.33 (9)  | 77.19 (9)  |
| 10                | Katarina Wolfkostin / Howard Zhao         | Estados Unidos   | 127.58 | 50.80 (10) | 76.78 (10) |
| 12                | Mira Isabel Polishook / Deividas Kizala   | Lituânia         | 123.91 | 47.46 (13) | 76.45 (11) |
| 11                | Natálie Taschlerová / Filip Taschler      | República Tcheca | 125.48 | 49.18 (12) | 76.30 (12) |
| 13                | Viktoria Semenjuk / Artur Gruzdev         | Estônia          | 122.80 | 49.78 (11) | 73.02 (13) |
| 14                | Anne-Marie Wolf / Max Liebers             | Alemanha         | 116.60 | 44.98 (14) | 71.62 (14) |
| 15                | Guo Yuzhu / Zhao Pengkun                  | China            | 114.41 | 43.70 (16) | 70.71 (15) |
| 16                | Mariia Nosovitskaya / Mikhail Nosovitskiy | Israel           | 109.77 | 44.43 (15) | 65.34 (16) |
| 17                | Karina Sidarenka / Maksim Yalenich        | Bielorrússia     | 102.30 | 40.00 (17) | 62.30 (17) |
| 18                | Oliwia Borowska / Filip Bojanowski        | Polônia          | 81.57  | 35.72 (18) | 45.85 (18) |

## Quadro de medalhas
| Ordem | País           | Medalha de ouro | Medalha de prata | Medalha de bronze |    | Ordem por total |
| ----- | -------------- | --------------- | ---------------- | ----------------- | -- | --------------- |
| 1     | Rússia         | 4               | 1                | 2                 | 7  | 1               |
| 2     | Estados Unidos |                 | 1                | 1                 | 2  | 2               |
| 3     | Coreia do Sul  |                 | 1                |                   | 1  | 3               |
| 3     | Geórgia        |                 | 1                |                   | 1  | 3               |
| 5     | Canadá         |                 |                  | 1                 | 1  | 3               |
| TOTAL | TOTAL          | 4               | 4                | 4                 | 12 | —               |